# 廣津柳浪
廣津柳浪（日語：広津 柳浪，1861年7月15日—1928年10月15日），日本明治時期小説家。

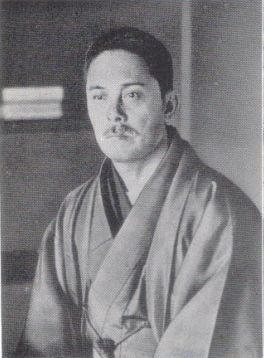
廣津柳浪

## 生平
1861年出生于日本肥前國。廣津柳浪為筆名，本名為廣津直人(Hirotsu Naoto)，別号『蒼々園』。為明治時期日本文學的悲惨小説流健將。經常參加硯友社文藝活動。著名作品有「変目伝」「今戸心中」「黒蜥蜴」，皆為深刻描述日本低階層社會黑暗面的代表作，所以也被稱為「深刻小說」代表作。
其子廣津和郎亦為日本小說家。
廣津柳浪出身於肥前國長崎材木町，其父廣津俊藏身屬久留米籓藩士，原習漢醫，後於明治時期在長崎研習蘭醫，即西醫。廣津俊藏後來改名為廣津弘信，進入明治維新期間的日本政府而成為外交官。廣津弘信與永富柳子的次子廣津金次郎，就是後來的廣津柳浪，廣津柳浪在年少時研讀漢學書籍，對於日本古代的軍旅記事與日本江戶時期以來流傳的傳奇小說與讀本都很熱中。